# Ліо (народ)
Лі́о (власна назва ата-ліо, ата-іна) — народ в Індонезії, в центральній частині острова Флорес; в адміністративному плані це округ Енде (індонез. Kabupaten Ende) провінції Східна Нуса-Тенґара.
Південними сусідами ліо є енде, східними — сика, західними — наге та нгада. За культурою ці народи мало відрізняються між собою. Те саме стосується й їхніх фізичних ознак, в яких добре помітні риси меланезійської раси.

## Розселення, мова, чисельність

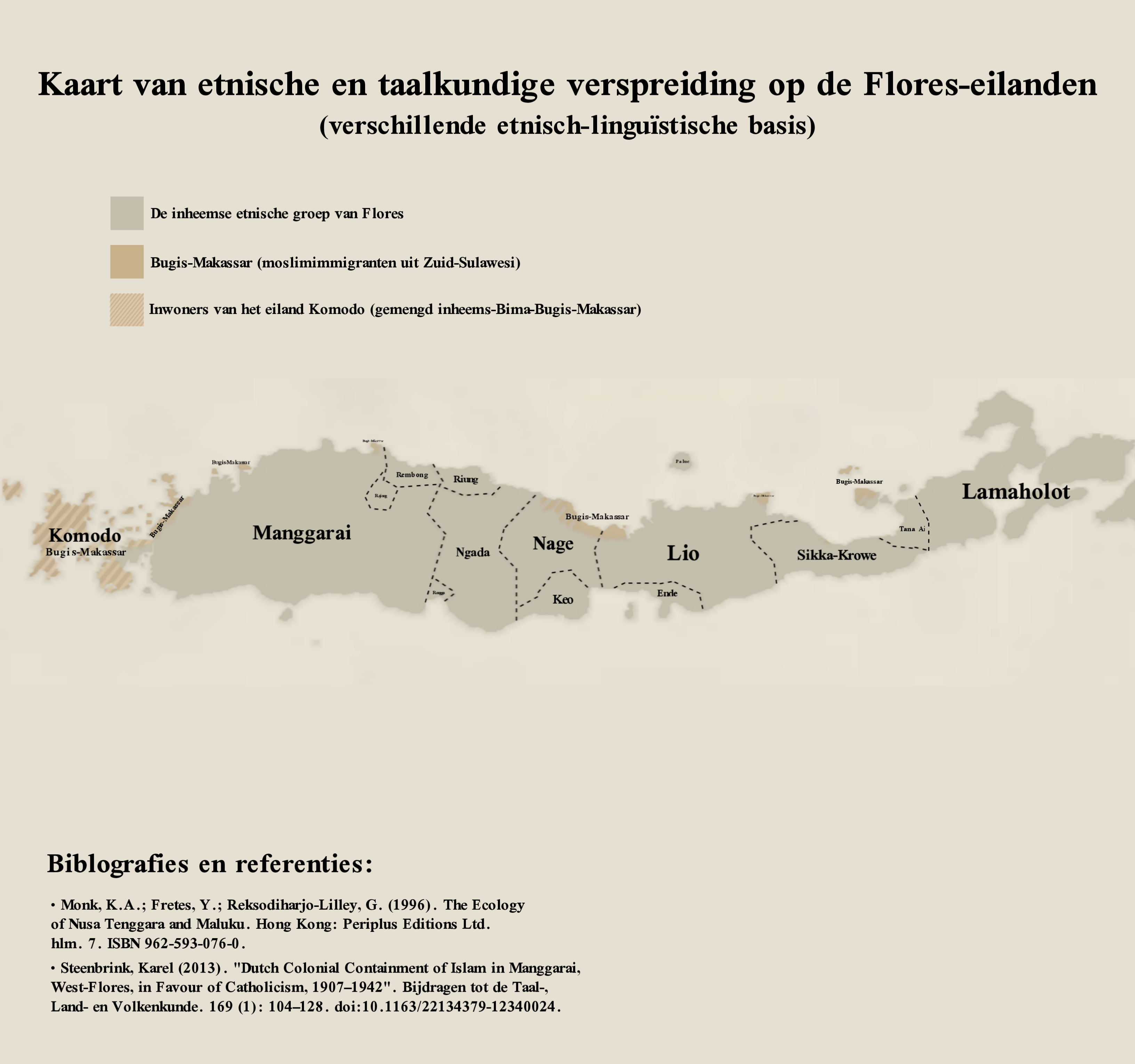
Мапа розселення народів острова Флорес

Живуть переважно у внутрішніх гірських районах острова Флорес. Територіально етнічний масив ліо охоплює більшу частину округу Енде (райони Воловару (індонез. Wolowaru), Ндона (індонез. Ndona), Східна Ндона (індонез. Ndona Timur), Детусоко (індонез. Detusoko), Східне Ліо (індонез. Lio Timur), Мауроле (індонез. Maurole), Ндорі (індонез. Ndori), Келімуту (індонез. Kelimutu) та ін.), а також захід округу Сікка (Сика, райони Пага (індонез. Paga), Мего (індонез. Mego), Танававо (індонез. Tanawawo), Магепанда (індонез. Magepanda)).
В районі розселення ліо розташований вулкан Келімуту зі всесвітньо відомими кратерними озерами, які мають різний колір і періодично змінюють його. Ліо вважають ці озера священними.
Поділяються на декілька локальних груп (племен): унгу (індонез. Suku Unggu) на півночі, секо (індонез. Suku Seko) на півдні, лісе (індонез. Suku Lise) на сході, сига (індонез. Suku Siga) на заході.
Говорять мовою ліо, яка належить до сумба-флореської групи центрально-східної гілки малайсько-полінезійських мов. Вона є дуже близькою до мови енде.
У межах провінції Східна Нуса-Тенґара ліо в 2010 році налічували 183 479 осіб (15,57 % населення провінції). Офіційна статистика Індонезії зараховує ліо до числа народів Східної Нуса-Тенґари. Разом 2010 року їхня чисельність в межах провінції становила 3 793 242 особи, а по всій Індонезії — 4 184 923 особи. 1981 року чисельність народу ліо оцінювалась у 130 тис. осіб.

## Суспільство
Ліо поділяються на екзогамні родові групи, очолювані традиційним керівництвом — радою, що називається мосалакі. На вершині ієрархії групи стоїть вождь ріа-бева. Він є охоронцем функціювання звичаєвого права, діє як суддя, який вирішує різні справи, особливо ті, що стосуються земельних питань. У минулому ріа-бева також виступав як воєначальник. Вождь сприймається в суспільстві як «батько» та «спадкоємець», а члени родової групи — це його «діти». Посада вождя переходить від батька до його старшого сина.
Крім вождів, у суспільстві ліо повагою користуються ата-лакі — охоронці землі. Вони відіграють певну роль у проведенні традиційних церемоній, пов'язаних із сільським господарством та життєвим циклом людини.
В суспільному житті ліо підтримують низку цінностей, серед яких взаємна допомога. Вона використовується, наприклад, при будівництві хати, під час польових робіт. Люди також допомагають один одному при проведенні весілля, бенкету чи похорон. Коли в селі хтось помирає, родичі та сусіди приходять до хати небіжчика й приносять їжу, щоб полегшити тягар сім'ї, в яку прийшло горе. Жінки виявляють свою скорботу, приєднуючись до плачу за померлим. На час трауру всі суперечки повинні припинитися, щоб душа померлого могла піти з миром.
Багато уваги приділяється збереженню гармонії в суспільстві. Ліо підтримують доброзичливе ставлення до людини, що виявляється при зустрічі на вулиці або при прийманні гостей. Злагоді між членами громади сприяє проведення спеціального щорічного бенкету (кауві). Підтриманню гармонії сприяють також спільні бенкети, на яких висловлюють подяку вищим силам за гарний урожай, згадують своїх предків та померлих родичів.

## Вірування
80 % ліо — християни (переважно католики), 20 % — мусульмани. Зберігаються пережитки традиційних вірувань. Християнство на Флорес принесли португальці, іслам — торговці з Макасару. Відмінності у віросповіданні ніколи не утворювали бар'єрів між окремими конфесійними групами ліо.
Основу традиційної релігії становить віра в духів предків, які, на переконання ліо, живуть в озерах Келімуту. В системі традиційних вірувань народу існує найвища сила — Ндуа-Нгае. Це щось невидиме, його важко зрозуміти, але його можна відчути під час різних подій: народження, смерть, гарний урожай, голод тощо. Крім того, ліо вірять в існування численних духів (ніту). Є добрі духи-захисники, як, наприклад, ніту-дай (дух-охоронець хати), ніту-нуа (дух-захисник села), ніту-ае (дух-охоронець води та річок), ніту-нгебо (дух-охоронець лісу). Але існують і злі та руйнівні духи, наприклад, ніту-рее (дух, який блукає селом, знищуючи городину), ніту-лонгомбега (дух, який шкодить дітям), ніту-улерее (дух, який спокушає чоловіків і жінок до перелюбу).
Зберігаються аграрні культи. Багато ритуальних церемоній ліо пов'язано із сільськогосподарським циклом вирощування суходільного рису.

## Господарство
Основу традиційного господарства становить підсічно-вогневе землеробство. Головною продовольчою культурою є суходільний рис, вирощують також бульби, кукурудзу. Розводять коней, корів, кіз, свиней, буйволів, курей. Займаються також мисливством і рибальством, збирають на продаж ротанг і сандалове дерево. Розвинені плетіння, обробка лубу, гончарство, ткацтво (використовується техніка ікат). Ткацтвом займаються жінки, їхні вироби прикрашені характерними мотивами. Раніше ліо виробляли тканини лише для власних потреб, тепер задовольняється й ринковий попит.

## Побут

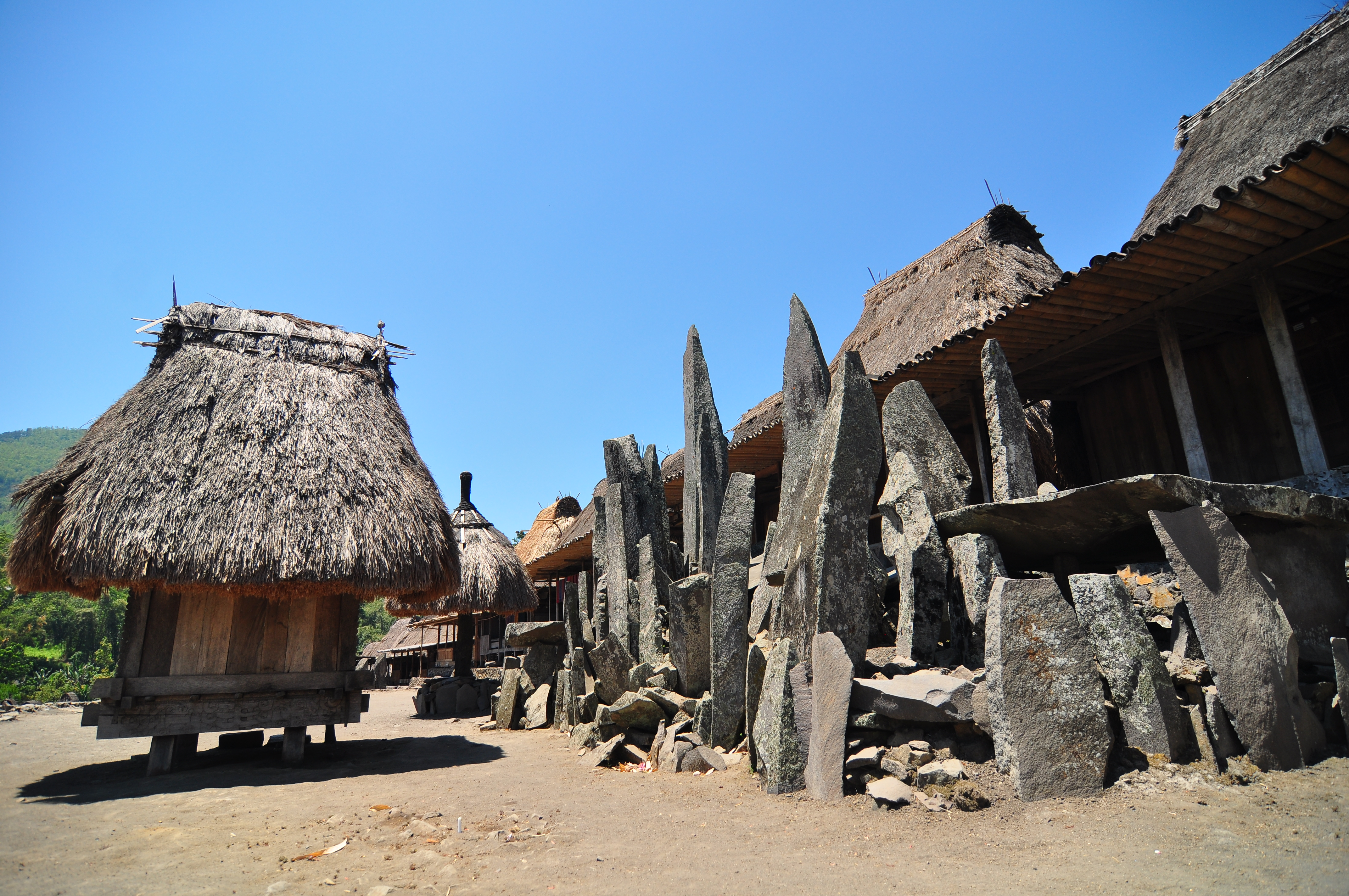
Фрагмент традиційного села ліо.

Більшість ліо є сільськими жителями. Свої села вони називають нуа. Жителі села зазвичай утворюють родову (кланову) групу, члени якої пов'язані між собою. Ліо живуть у великих довгих хатах на палях (саоріа). Це відносно велика будівля, дах якої спускається до самої землі; тому хата не має вікон. Таке житло розраховане на розширену сім'ю. Простір під хатою називається леву, це загорожа, де тримають свиней, курей, собак.
Згідно з традицією, нуа складається з кількох довгих хат та церемоніального майданчику, де стоїть кілька мегалітів. Сільський комплекс споруд включає також комори (кебо), що належать кожній родині. Кожне подвір'я оточене кам'яною огорожею. Крім житлової хати, тут розташована невелика хатинка без стін (кедха або бхаку), яка є місцем неформальних зустрічей, тут також приймають гостей з інших сіл. Перед хатою стоїть дерев'яний стовп (сага) з плоским круглим каменем на верхівці, який символізує зв'язок з богом Ндуа-Нгае. Трохи далі стоїть ще одна невелика будівля (лева), яка є місцем для приготування м'яса для традиційних бенкетів або церемоній.

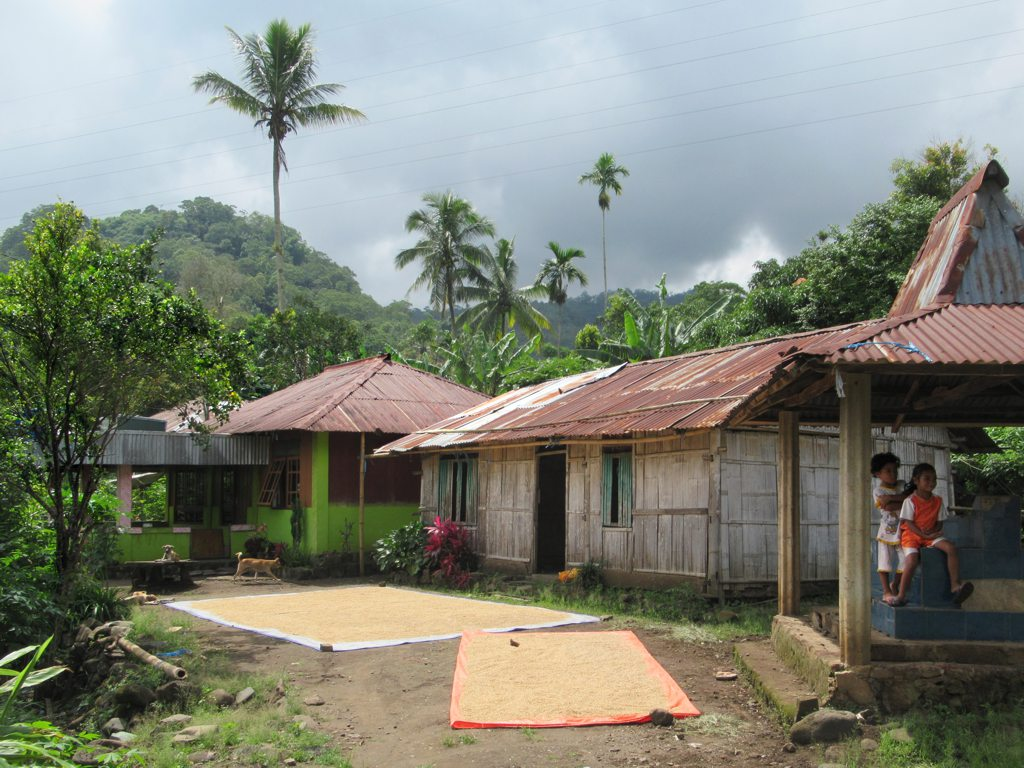
Село Детусоко.

Останнім часом загальний малюнок сіл ліо змінюється. Завдяки зовнішнім впливам тут стали будувати хати сучасної архітектури. Традиційні ж хати більше не зводять, оскільки витрати виходять більші, ніж на хати нового типу.
Біля ланів ставлять невеличкі тимчасові хижі.
Традиційних одяг — каїн, шматок тканини, який жінки зав'язують над грудьми, а чоловіки — на талії.
Споживають переважно рослинну їжу — варений рис або інші зернові з гострим соусом.

## Музика, танці

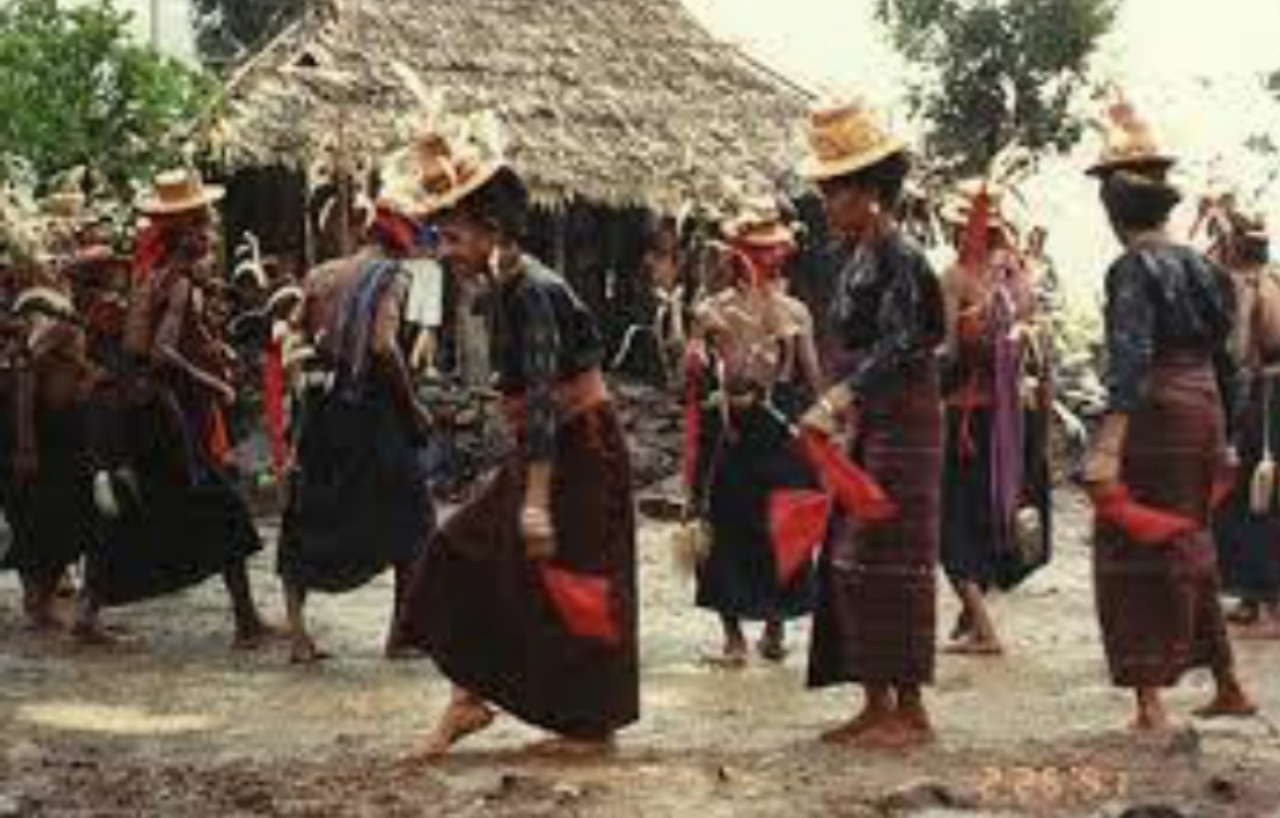
Традиційний танець ліо.

Ліо успадкували від своїх предків низку танців, які продовжують жити й сьогодні, наприклад, танці гаві, вандапал, сімосау, сангуалу, гаїнгаджа. Ці танці супроводжують традиційні бенкети або приймання гостей. Їх виконують групами на сільському подвір'ї. Танцюристи намагаються передати радість і могутність народу ліо.